# Gilbert Burnet
Gilbert Burnet (Edimburgo, 18 settembre 1643 – Salisbury, 17 marzo 1715) è stato un vescovo anglicano e storico scozzese.
Aderente all'episcopalismo, fu docente all'università di Glasgow dal 1669; nel 1685 si trasferì a Parigi. Fu autore di varie opere storiografiche.

## Collegamenti esterni

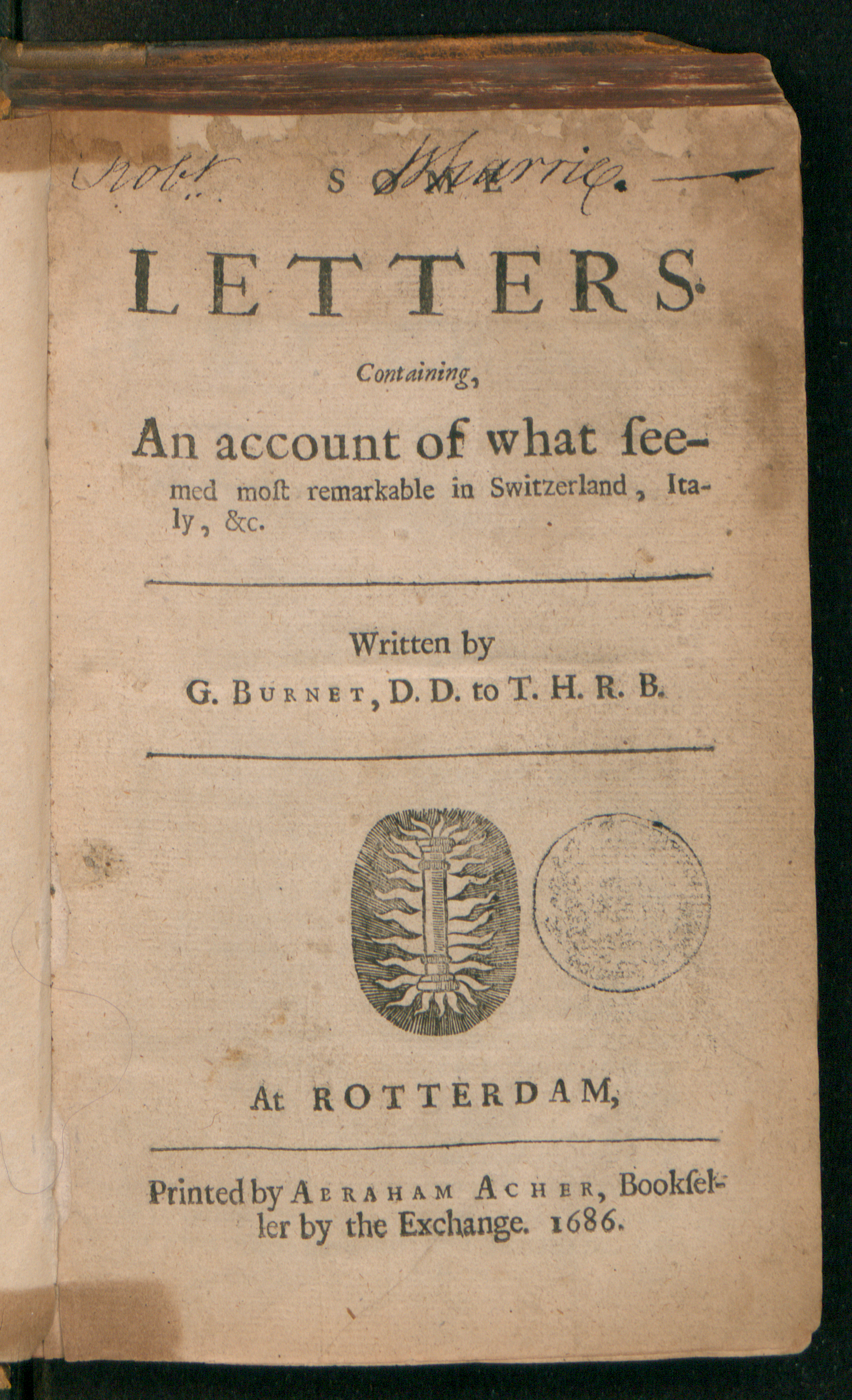
Some letters containing an account of what seemed most remarkable in Switzerland, Italy, 1686. Da BEIC, biblioteca digitale